# Manfred Sack

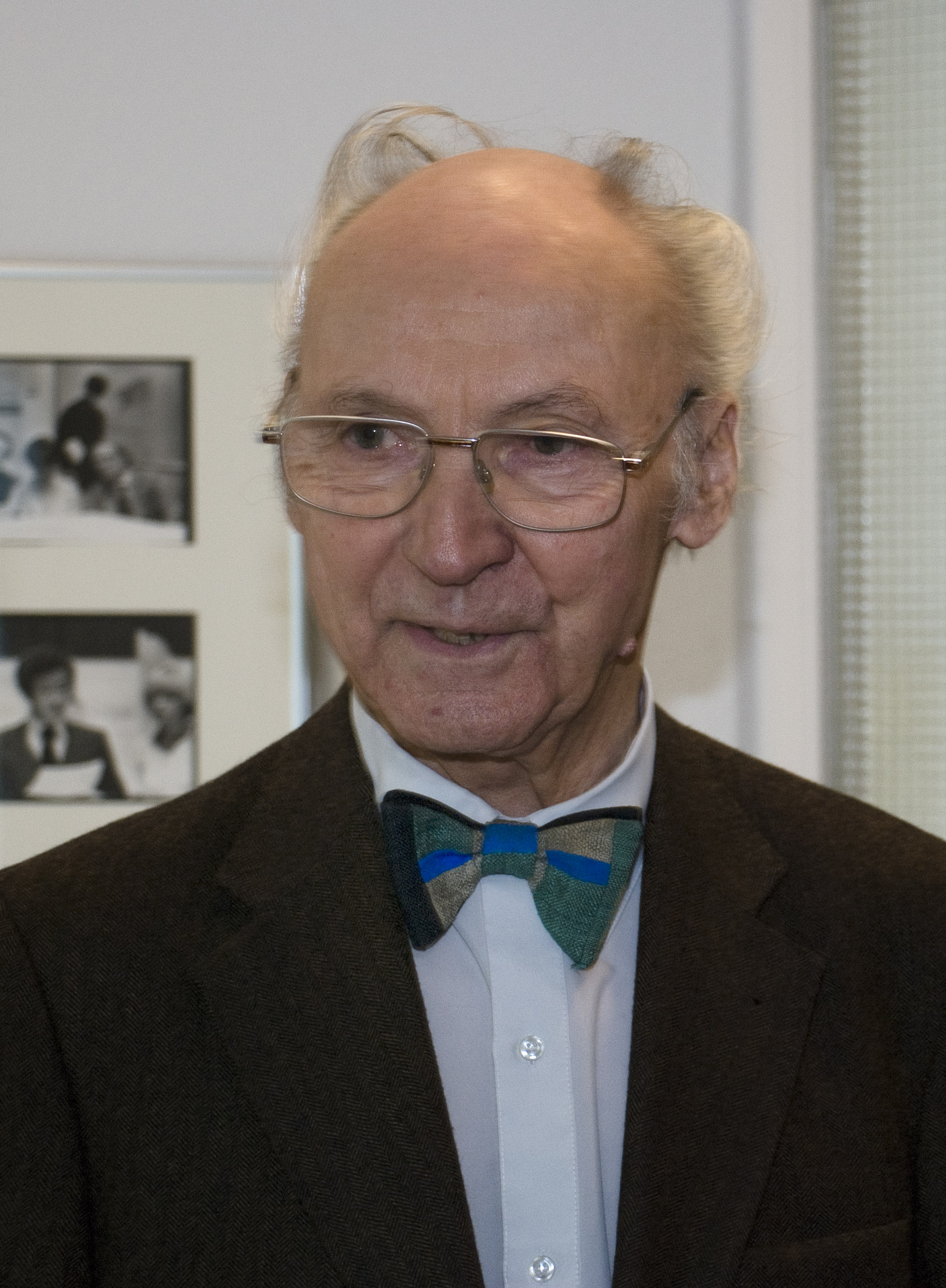
Manfred Sack (2010)

Manfred Sack (* 24. April 1928 in Coswig; † 4. Oktober 2014 in Hamburg) war jahrzehntelang Kulturkritiker bei der Wochenzeitung Die Zeit und wurde darüber hinaus einer der profiliertesten deutschen Architekturkritiker.

## Leben

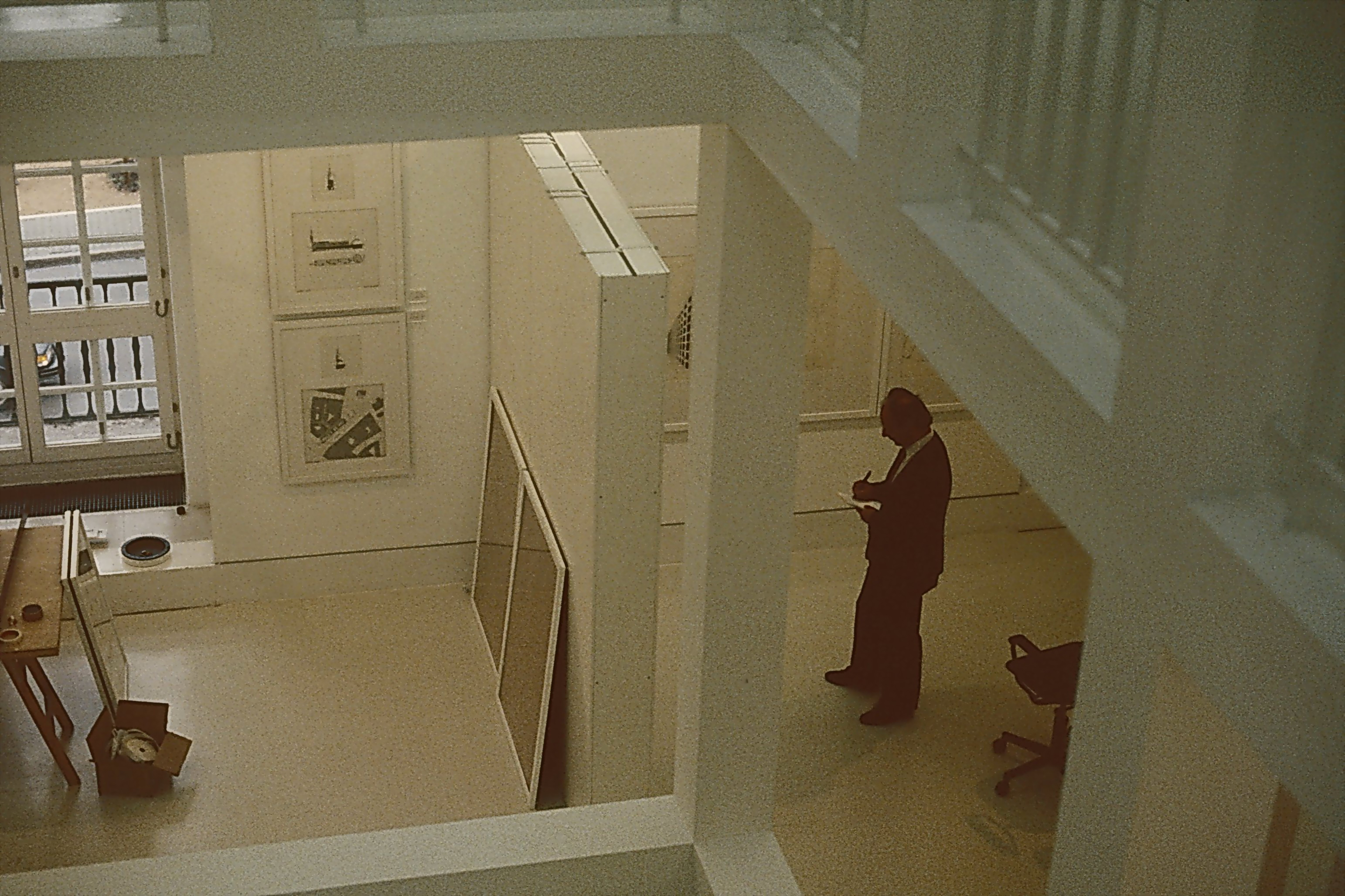
Manfred Sack bei der Vorbesichtigung der Ausstellung "Bauen Heute" im DAM 1985

Manfred Sack war Schüler einer Nationalpolitischen Erziehungsanstalt. Nach seinem Studium der Musikwissenschaft und Kunstgeschichte an der Freien Universität Berlin (Promotion 1954) gehörte Manfred Sack von 1959 bis 1994 zur Redaktion der Wochenzeitung Die Zeit und blieb ihr bis 2004 als Autor erhalten. Er gilt als „einer der bedeutendsten Architekturkritiker der Nachkriegszeit“, der „die öffentliche Debatte über den deutschen Städtebau und die Qualität der Architektur maßgeblich beeinflusst“ hat.
1971/72 erhielt Sack den Theodor-Wolff-Preis des Bundesverbandes Deutscher Zeitungsverleger. 1976 gewann er den BDA-Preis für Architekturkritik und 1980 den Deutschen Preis für Denkmalschutz. Er war Ehrendoktor der TU Darmstadt,  Mitglied der Freien Akademie der Künste in Hamburg und der Europäischen Akademie der Wissenschaften und Künste in Salzburg.

## Veröffentlichungen
- Architektur in der Zeit. Kritiken und Reportagen über Häuser, Städte und Projekte. C. J. Bucher, Luzern / Frankfurt am Main 1979, ISBN 3-7658-0289-1.
- Lübeck: Wo 15 000  im Denkmal wohnen. In: Geo-Magazin, 1980, 2, S. 112–136 (informativer Erlebnisbericht).
- Lebensraum: Strasse. Deutsches Nationalkomitee für Denkmalschutz, Bonn 1982, ISBN 3-922153-01-1 (= Schriftenreihe des Deutschen Nationalkomitees für Denkmalschutz, Band 14).
- Einfache Paradiese. Holzhäuser von heute. Mit Timm Rautert. Deutsche Verlags-Anstalt, Stuttgart 1991, ISBN 3-421-02834-6.
- Richard Meier. Stadthaus Ulm. Mit Klaus Kinold (Fotografien). Edition Axel Menges, Stuttgart 1994 (Opus. Bd. 9), ISBN 3-930698-09-9.
- Von der Utopie, dem guten Geschmack und der Kultur des Bauherrn oder: Wie entsteht gute Architektur. Bund Deutscher Architekten BDA im Land Bremen, Bremen 1994, ISBN 3-9521662-0-0.
- Götter und Schafe. Über Häuser, Städte, Architekten – Kritiken und Reportagen. Birkhäuser, Basel / Berlin / Boston 2000, ISBN 3-7643-6141-7.
- Verlockungen der Architektur. Kritische Beobachtungen und Bemerkungen über Häuser und Städte, Plätze und Gärten. Quart-Verlag, Luzern 2003, ISBN 3-907631-22-6.
- Personen und Possen. People and Pranks. Architektenporträts und Collagen. Portraits of Architects and Collages. Hrsg. von Anna Hesse und Wolfgang Voigt. Deutsches Architekturmuseum, Frankfurt am Main 2006, ISBN 3-9808887-7-0.
- Sonwik, Flensburg. Mit Rolf Reiner Maria Borchard (Fotografien). Edition Axel Menges, Stuttgart / London 2007 (Opus. Bd. 61), ISBN 978-3-932565-61-8.
- Robert-Bosch-Krankenhaus, Stuttgart. Mit Peter Walser (Fotografien). Edition Axel Menges, Stuttgart / London 2010 (Opus. Bd. 68), ISBN 978-3-932565-68-7.